# Ghafir (Sure)
Ghafir (arabisch غافر Ġāfir ‚Der vergibt‘) ist die 40. Sure des Korans, sie enthält 85 Verse. Die Verkündigung der Sure fällt in die dritte mekkanische Periode (620–622), mit Ausnahme der Verse 56 und 57, die vorwiegend in die medinische Zeit datiert werden. Der Titel der Sure bezieht sich auf Vers 3, in dem Gott als der bezeichnet wird, der die Sünde vergibt. Die Sure wird manchmal auch al-Mu'min (المؤمن / ‚Der Gläubige‘) genannt. Sie beginnt nach der einleitenden Basmala mit den Buchstaben Ḥā' und Mīm, die auch am Beginn der folgenden Suren 41, 42, 43, 44, 45 und 46 stehen.
Die Sure enthält zahlreiche Themen, die aus der mekkanischen Periode geläufig sind: Lobpreis der Allmacht Gottes und seiner Schöpfung, Verurteilung der Ungläubigen, göttliche Offenbarung des Korans, Aufruf an Mohammed zur Geduld und Hinweis auf den schwierigen Weg seiner Vorgänger als Gesandte Gottes, sowie der Konflikt zwischen Moses und dem ungläubigen Pharao. Eine Besonderheit der Sure findet sich in der Auseinandersetzung zwischen einem gläubigen Ägypter, „der seinen Glauben verschweigt“, und Pharao (Verse 28 bis 46).